# Roberto Armijo
Roberto Armijo (13 de diciembre de 1937 en Chalatenango, El Salvador; † 23 de marzo de 1997 en París, Francia) fue un poeta salvadoreño. Armijo fue la voz lírica de su generación, bautizada como «Generación Comprometida» por Ítalo López Vallecillos. Familiares y cercanos vivos fueron importantes para su vida.
Armijo se destacó en narrativa, ensayo, teatro y crítica. Perteneció al Círculo Literario Universitario de la Universidad de El Salvador. A raíz de los conflictos políticos que se desarrollaron a mediados del siglo XX, Roberto Armijo tuvo que exiliarse en París hasta el año 1992, mismo en el que se firman los Acuerdos de Paz y se finaliza la Guerra Civil.

## Biografía
Roberto Armijo se trasladó a los diez años a la capital para proseguir sus estudios. Siendo un joven, se vinculó a los intelectuales del Círculo Literario Universitario como Roque Dalton, Manlio Argueta, Tirso Canales y José Roberto Cea, entre otros.
Como muchos de sus colegas de generación, Armijo fue exilado reiteradas veces por los gobiernos militares. En 1972, se encontraba en París disfrutando de una beca otorgada por la Universidad de El Salvador, entidad en la que se encontraba trabajando, cuando fue el golpe militar de ese año. No pudo regresar a su país, sino hasta veinte años después, cuando el FMLN y el gobierno de Alfredo Cristiani firmaron los acuerdos de paz. Durante esas dos décadas, Armijo se vinculó al mundo académico francés, gracias a su amigo, el escritor guatemalteco Miguel Ángel Asturias. En Francia desplegó una importante actividad intelectual y política, sobre todo en la década de los 80, cuando fungió como representante del FMLN en Francia.

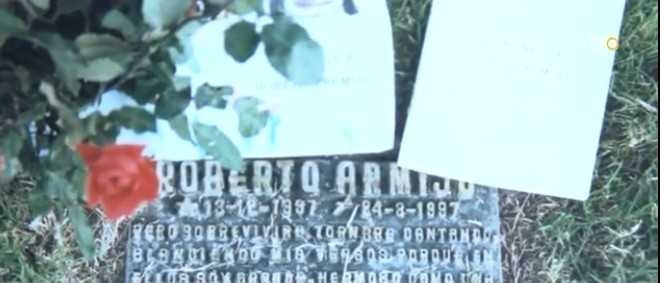
Tumba de Roberto Armijo en Paris, Francia.

Falleció el 23 de marzo de 1997, como resultado de un cáncer. Su obra incluye poesía (El libro de los sonetos, Cuando se enciendan las lámparas, La noche ciega al corazón que canta), teatro (Jugando a la gallina ciega) y novela (El asma de Leviatán), aunque el género por el que fue más reconocido es el ensayo (Rubén Darío y su intuición de mundo, Francisco Gavidia y la odisea de su genio, o T. S. Eliot, el poeta más solitario del mundo).
Publicó desde 1956; su obra está marcada por un lirismo íntimo; en otras disciplinas del pensamiento sí se complica con la inmediata realidad. Ahí están sus ensayos literarios como uno realizado sobre Rubén Darío y otro que realizó junto a Napoleón Rodríguez Ruiz sobre Francisco Gavidia. También escribió teatro. Apareció en "De aquí en adelante" (muestra poética de cinco poetas salvadoreños). Fue profesor de la Universidad de París en literatura latinoamericana.

## Obra
- La noche ciega al corazón que canta, (poesía) 1959.
- Seis elegías y un poema, (poesía) 1965.
- Jugando a la gallina ciega, (teatro) 1970.
- Poesía contemporánea de Centroamérica, en coautoría con Rigoberto Paredes, antología publicada en Barcelona, 1983.
- Trilogía de teatro de Roberto Armijo, (teatro) 1990.
- El asma de Leviatán (narrativa).
- Los parajes de la luna y la sangre (poesía) 1996.
- Cuando se enciendan las lámparas, (poesías) en prensa 1996.
- Aventura hacia el país perdido, ensayos en la revista Cultura [5].